# حث كهروسكوني

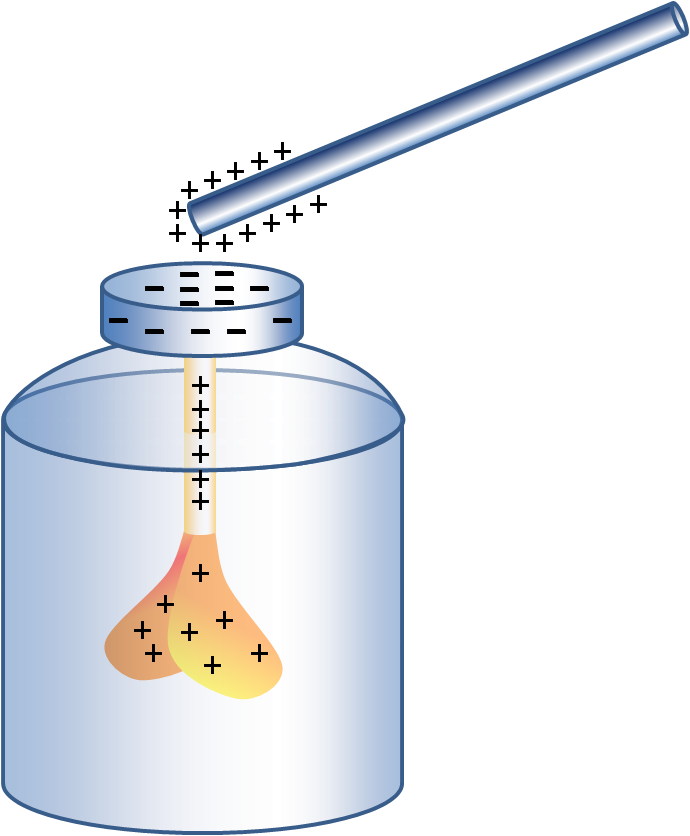
جهاز الالكتروسكوب ذوالورقتين الذهبيتين. يُقرب قضيب مشحون من قمة الجهاز، وبالتأثير على القضيب المعدني فيه، تسبب شحنات مماثلة لشحنة القضيب على الوريقتين انفراجهما.

حث كهروسكوني أو حث كهروستاتيكي أو حث كهروساكن, هو إعادة توزع الشحنة الكهربائية في جسم، بتأثير شحنات مجاورة.
اكتشف الحث الكهروستاتيكي عن طريق العالم البريطاني جون كانتون، عام 1753 والبروفسور السويدي جون كارل عام 1762.
تعتمد مولدات الحث الكهروستاتيكي مثل مولد فان دي غراف وآلة ويمشورست والإلكتروفورس على هذا المبدأ. يجب عدم اللبس بين الحث الكهروستاتيكي والحث الكهرومغناطيسي; على الرغم من الإشارة إليهما مصطلح «الحث».

## تفسير
ان الوضع الطبيعي للمادة ان تحتوي على عدد متساوي من الشحنات الموجبة والسالبة، لذا نقول ان الجسم غير مشحون أو ان شحنته الكلية تساوي صفر كما في الشكل المجاور، وعندما يقترب جسم مشحون من المادة الموصلة (الحديد مثلا) فإنها تؤثر بقوة تجاذب مع الشحنات المختلفة عنها وتنافر مع الشحنات المشابهة، وعندما نُبعد الجسم المشحون عن قطعة الحديد مثلا فإن الشحنات تستعيد فيها توزيعها الطبيعي مرة أخرى، ونستطيع تسميتها بأنها قطعة حديد متعادلة.

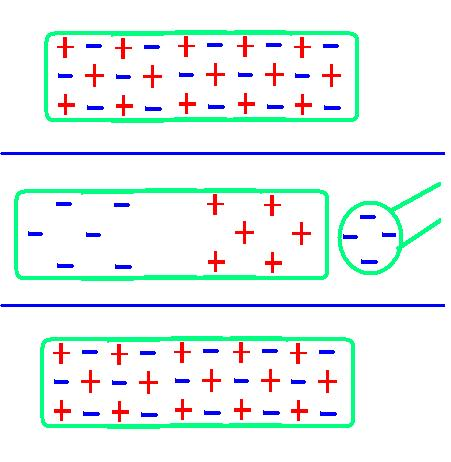
في الجزء الأول تظهر قطعة المعدن وتوزيع الشحنات الطبيعي حولها أما الثاني فيظهر تأثير اقتراب جسم مشحون من قطعة المعدن الموصل وعنما نبعد الجسم المشحون تستعيد الشحنات توزيعها الطبيعي وهذا ما يظهر في الجزء الأخير

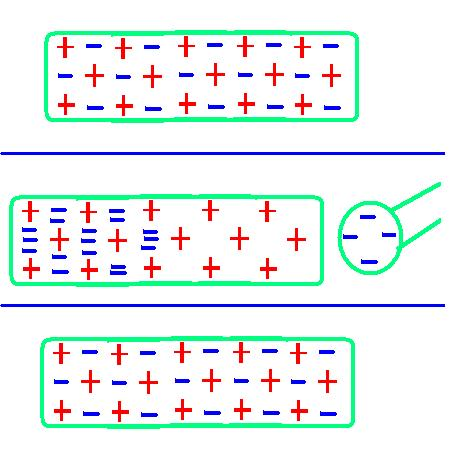
الصورة توضح الشكل الحقيقي لتأثير اقتراب جسم مشحون من مادة موصلة متعادلة الشحنة، وتبين حركة الإالكترونات وثبات الشحنات الموجبة (أيونات.

في المثال السابق كان الكلام عن تحرك الشحنات الموجبة والسالبة على حد سواء وهذا من باب الفرض والتسهيل لعملية التخيل. ان ما يحدث فعلا هو أن الشحنات السالبة والمقصود بها الالكترونات الحرة هي التي تتحرك اما الأيونات فتكون مقيدة داخل البنية البلورية للمادة ولا تتحرك.
وبتفصيل أكثر نرى في الصورة رقم ثلاثة على يسار الشاشة وفي الجزء الأول منها نفس التوزيع الطبيعي للشحنات واما الاختلاف هو اننا عندما نقرب الجسم المشحون تتحرك الالكترونات الحرة(كما قلنا سابقا) ويحدث عدم توازن في اعداد الالكترونات والأيونات الموجبة يؤدي إلى ظهور الشحنة السالبة في المكان الذي تكون فيه كثافة الشحنات السالبة أكبر واما المكان الذي توجد فيه كثافة شحنات موجبة أكبر ثكون محصلة الشحنة له موجبة، ومن هنا فإن حركة الالكترونات ينتج عنها الشحنة الموجبة والسالبة كما يظهر في الصورة.

## شحن الجسم بالحث

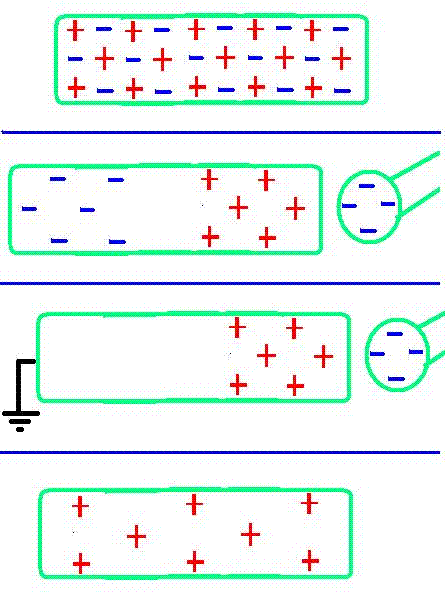
شحن جسم موصل باستخدام طريقة الشحن بالحث

هنالك طرق عدة طرق لشحن الجسم بالكهرباء الساكنة ومنها شحن الجسم بالحث ويعتبر أهم ما يميز هذا النوع من طرق الشحن انها تستخدم لشحن المواد الموصلة مثل النحاس والحديد.
وتتلخص العملية بثلاث خطوات كما تظهر بالصورة:
1. تقريب جسم مشحون من المادة الموصلة المتعادلة فتتأثر بشحن الجسم المشحون ويؤدي ذلك الي توزع الشحنات فالمشابه تبتعد إلى الطرف البعيد والمختلفة تنجذب وتكون على الطرف القريب.
2. يمكننا ملاحظة ان الشحنة المختلفة المنجذبة للجسم المشحون مقيدة(بسبب انجذابها للجسم المشحون) اما الشحنة المتنافرة فتكون حرة، ومن هنا فعندما نوصل الجسم الموصل بسلك تأريض (يعني سلك موصول بالأرض) فإن الشحنات السالبة تنتقل إلى الأرض.
3. في اخر خطوة نقوم بإبعاد السلك والجسم الموصل فتتوزع الشحنات الموجبة على الجسم بالكامل وعندها يكون الجسم قد شحن بشحنة موجبة باستخدام الحث. ويلاحظ الشحنة التي شحنة بها قطعة المادة الموصلة كانت مخالفة للشحنة الموجودة على الجسم المشحون، لذا نستنتج انه لشحن جسم موصل بشحنة موجبة فإننا نقرب منه جسم سالب الشحنة والعكس بالعكس.

## اقرأ أيضًا
- تحريض كهرطيسي